# Peter Hinnen
Peter Hinnen (* 19. September 1941 in Zürich) ist ein Schweizer Jodler und Schlagersänger.

## Leben
In den 1950er-Jahren startete er als jodelnder Peterli Hinnen seine Karriere im Zürcher Restaurant «Kindli», wo er von den Geschwistern Schmid entdeckt und gefördert wurde. Durch das Trio Schmid lernte er deren Komponisten Artur Beul kennen, der für ihn das Lied «Goal» schrieb. Hinnen bekam einen Plattenvertrag bei Polydor und hatte unter anderem auch Auftritte in den damals üblichen Schlagerfilmen, wie zum Beispiel 1954 in einem Film mit Cornelia Froboess Große Starparade mit dem Lied Ro-Ro-Ro-Ro-Robinson und 1962 in Tanze mit mir in den Morgen.
In den 1960er-Jahren ging er zu Ariola und setzte seine Laufbahn mit Wildwest-Schlagertiteln mit Jodeleinlagen erfolgreich fort. Dabei trat er immer, auch später in den USA und in Japan, wo er als Jodelkönig gefeiert wurde, im Cowboykostüm auf und spielte selbst die Westerngitarre.
Im Mai 1966 führte ihn eine Tournée unter dem Titel „Swiss Folklore Show“ durch die Tschechoslowakei. Begleitet wurde er dabei von den Sauterelles, die jeweils den Schluss der Show bestritten. Im Jahr 1992 erhielt er einen Eintrag ins Guinnessbuch der Rekorde, als er mit 22 Jodel-Tönen in einer einzigen Sekunde den Weltrekord im Schnelljodeln aufstellte. Begleitet wurde er vom Berner Quartett «RSGM». Dieser Weltrekord wurde erst am 13. Oktober 2020 von der Jodlerin Uschi Bauer mit 24 Jodel-Tönen neu aufgestellt.
Etwa Mitte der 1980er-Jahre zog er sich vom Showgeschäft zurück und zog in ein Bauernhaus bei Wattenwil in der Schweiz. Er war als Leiter eines Kurhauses und als Pfleger in einem Kurheim tätig. Zeitweise trat er noch bei Volksmusiksendungen im deutschen und Schweizer Rundfunk auf. 1966 komponierte er den Ku-Ku-Jodel, der 2008 von Oesch’s die Dritten neu aufgenommen wurde.

## Charterfolge
| Jahr | Titel Album                                  | Höchstplatzierung, Gesamtwochen/‑monate, AuszeichnungChartplatzierungen (Jahr, Titel, Album, Platzierungen, Wochen/Monate, Auszeichnungen, Anmerkungen) | Höchstplatzierung, Gesamtwochen/‑monate, AuszeichnungChartplatzierungen (Jahr, Titel, Album, Platzierungen, Wochen/Monate, Auszeichnungen, Anmerkungen) | Anmerkungen         |
| Jahr | Titel Album                                  | DE | AT | Anmerkungen         |
| ---- | -------------------------------------------- | --- | --- | ------------------- |
| 1956 | Mamma di Mandolin                            | DE20 (1 Mt.)DE | — | mit Peter Alexander |
| 1956 | Rosmarie                                     | DE23 (1 Mt.)DE | — |                     |
| 1962 | Auf meiner Ranch bin ich König               | DE5 (9 Mt.)DE | — |                     |
| 1962 | Uga Uga Muschka                              | DE34 (2 Mt.)DE | — |                     |
| 1963 | Siebentausend Rinder                         | DE2 (6 Mt.)DE | — |                     |
| 1963 | Im Tal der blauen Berge                      | DE10 (2 Mt.)DE | — |                     |
| 1964 | Dann nehm’ ich nein Lasso in die rechte Hand | DE22 (1 Mt.)DE | — |                     |
| 1964 | Mein Tennessee-Baby                          | DE34 (2 Mt.)DE | — |                     |
| 1964 | Die Rose von Mexico                          | DE7 (3 Mt.)DE | — |                     |
| 1964 | Cowboy-Vagabunden                            | DE22 (2½ Mt.)DE | — | als Peter und Su    |
| 1965 | In Alabama steht ein Haus                    | DE20 (2 Mt.)DE | AT10 (1 Mt.)AT |                     |
| 1965 | Eine Rose blüht in Colorado                  | DE30 (2 Mt.)DE | — |                     |

grau schraffiert: keine Chartdaten aus diesem Jahr verfügbar

## Filmografie (Auswahl)
- 1954: Große Star-Parade
- 1955: Wie werde ich Filmstar?
- 1956: Musikparade
- 1962: Tanze mit mir in den Morgen
- 1963: Sing, aber spiel nicht mit mir
- 1963: Im singenden Rößl am Königssee
- 1966: Der nächste Urlaub kommt bestimmt (TV)
- 1966: Das Spukschloß im Salzkammergut